# Лари Дейвид
Лорънс Джйин Дейвид (на английски: Lawrence Gene David) е американски актьор, сценарист, комик и телевизионен продуцент. Заедно с Джери Сайнфелд създава ситкома „Сайнфелд“, за който е главен сценарист и изпълнителен продуцент през първите седем сезона. След това добива още популярност със създаването на сериала „Успокой топката“ по HBO, в който участва и той самият. Работата му по „Сайнфелд“ му спечелва две награди „Еми“ през 1993 г. – за най-добър комедиен сериал и за най-добър сценарий за комедиен телесериал. През годините е номиниран общо 27 пъти за „Еми“ и три пъти за „Златен глобус“. През 2015 г. дебютира на „Бродуей“ с постановката Fish in the Dark, която написва и в която участва.